# Anita Jokiel
Anita Jokiel (ur. 2 grudnia 1966 w Rudzie Śląskiej) – polska gimnastyczka, olimpijka z Moskwy 1980.

## Kariera sportowa
Zawodniczka klubu Slavia Ruda Śląska. Mistrzyni Polski w wieloboju w roku 1979 oraz w ćwiczeniach na równoważni w latach 1979, 1980 oraz w ćwiczeniach wolnych w latach 1979, 1980.
W roku 1979 zdobyła tytuł międzynarodowej mistrzyni Belgii w wieloboju oraz w ćwiczeniach wolnych, ćwiczeniach na poręczach i w ćwiczeniach na równoważni.
Na igrzyskach olimpijskich w 1980 roku w Moskwie zajęła:
- 7. miejsce w wieloboju drużynowym (partnerkami w drużynie były: (Małgorzata Majza, Łucja Matraszek, Wiesława Żelaskowska, Agata Jaroszek, Katarzyna Snopko),
- 18. miejsce w wieloboju indywidualnym,
- 32. miejsce w ćwiczeniach wolnych,
- 36. miejsce w ćwiczeniach poręczach,
- 38. miejsce w ćwiczeniach na równoważni,
- 38. miejsce w skoku przez konia.

Jest córką olimpijczyków Doroty Horzonek-Jokiel i Jerzego Jokiela.